# Корчунок (Івано-Франківський район)
Корчу́нок — село в Україні, у Рогатинській міській громаді Івано-Франківського району Івано-Франківської області. 

## Історія
До 1934 року Корчунок входив до громади Добринів Рогатинського повіту, з 1.08.1934 — до ґміни (волості) Пуків, з 1940 р. — до складу Рогатинського району окремою сільрадою.
На 1 вересня 1939 року в селі мешкало 300 осіб, з них 260 українців-греко-католиків і 40 українців-римокатоликів.
На 1.03.1943 в селі проживало 260 осіб..
До 2020 село підпорядковувалося Добринівській сільській раді.
12 червня 2020 року, відповідно до Розпорядження Кабінету Міністрів України  № 714-р «Про визначення адміністративних центрів та затвердження територій територіальних громад Івано-Франківської області», увійшло до складу Рогатинської міської громади.
19 липня 2020 року, в результаті адміністративно-територіальної реформи та ліквідації Рогатинського району, село увійшло до складу новоутвореного Івано-Франківського району.

## Церква
В селі існує дерев'яна церква-каплиця Пр. Трійці 1938 [Архівовано 26 грудня 2013 у Wayback Machine.] громади УГКЦ.

## Відомі уродженці
- Костів Михайло Семенович (13 червня 1945 — 2018) — скульптор, член Національної спілки художників України.[6]